# Legacy of Lunatic Kingdom
Touhou Kanjuden ~ Legacy of Lunatic Kingdom (東方紺珠伝 〜 Legacy of Lunatic Kingdom.?, lit. "Eastern Tale of the Ultramarine Orb")
Attualmente è il 15º capitolo della longeva serie Touhou Project. La demo fu pubblicata il 10 maggio 2015, e il gioco completo il 14 agosto 2015 all'88ª edizione del Comiket.

## Trama
Dopo gli eventi di Urban Legend in Limbo, una strana sonda si scontra nella Youkai Mountain e comincia a vagarci attorno. Reimu e Sanae decidono di investigarla e ne scoprono le origini extraterrestri. Peggio ancora, gli alberi appassiscono e la nebbia svanisce ovunque essa passi. 
All'Eientei, Eirin e Kaguya sono pienamente coscienti che quel giorno sarebbe arrivato: il giorno in cui i Lunariani decidano di invadere Gensokyo. Come risposta, le due residenti dell'Eientei hanno preparato una medicina speciale e chiesero a Reisen di consegnarla a Reimu e le sue amiche.
Nel frattempo, Marisa sta ancora studiando le Sfere Occulte, capendo perché una è diversa mentre Reisen appare con la medicina. Gensokyo è di nuovo in crisi, Reimu & Co. devono fermare coloro dietro questo incidente.

## Personaggi

### Personaggi giocabili
- Reimu Hakurei (博麗 霊夢?)
- Marisa Kirisame (霧雨 魔理沙?)
- Sanae Kochiya (東風谷 早苗?)
- Reisen Udongein Inaba (鈴仙・優曇華院・イナバ?)

## Modalità di gioco
Come nei giochi precedenti di Touhou Project, LoLK è un gioco di tipo danmaku con sistema a Spell Card. Il tema non è né retro né nuovo. È un "2000's neo-retro Shoot 'em up Danmaku", creando uno stile di gioco semplice senza meccaniche complicate.

## Sviluppo
ZUN ha annunciato il gioco sul suo blog il 22 aprile 2015, confermando il titolo e i personaggi giocabili.
Lui stesso ha dichiarato che il gioco avrebbe avuto un enorme distacco dalla formula di gioco originale, implementando "diversi" e ardui cambiamenti al gameplay, mantenendo comunque gli elementi centrali della serie.